# L'Union (Francia)
 L'Union  es una población y comuna francesa, en la región de Occitania, departamento de Alto Garona, en el distrito de Toulouse y cantón de Toulouse-15.

## Demografía
| 236                       | 646 | 722 | 838 | 882 | 1 036 | 893 | 857 | 800 | 733 | 468 | 473 | 488 | 502 | 503 | 476 | 454 | 437 | 409 | 448 | 372 | 435 | 463 | 489 | 558 | 689 | 1 468 | 4 601 | 7 817 | 10 461 | 11 751 | 12 141 | 12 392 |
| (Fuente: INSEE y Cassini) |     |     |     |     |       |     |     |     |     |     |     |     |     |     |     |     |     |     |     |     |     |     |     |     |     |       |       |       |        |        |        |        |

Forma parte de la aglomeración urbana de Toulouse.

## Monumentos

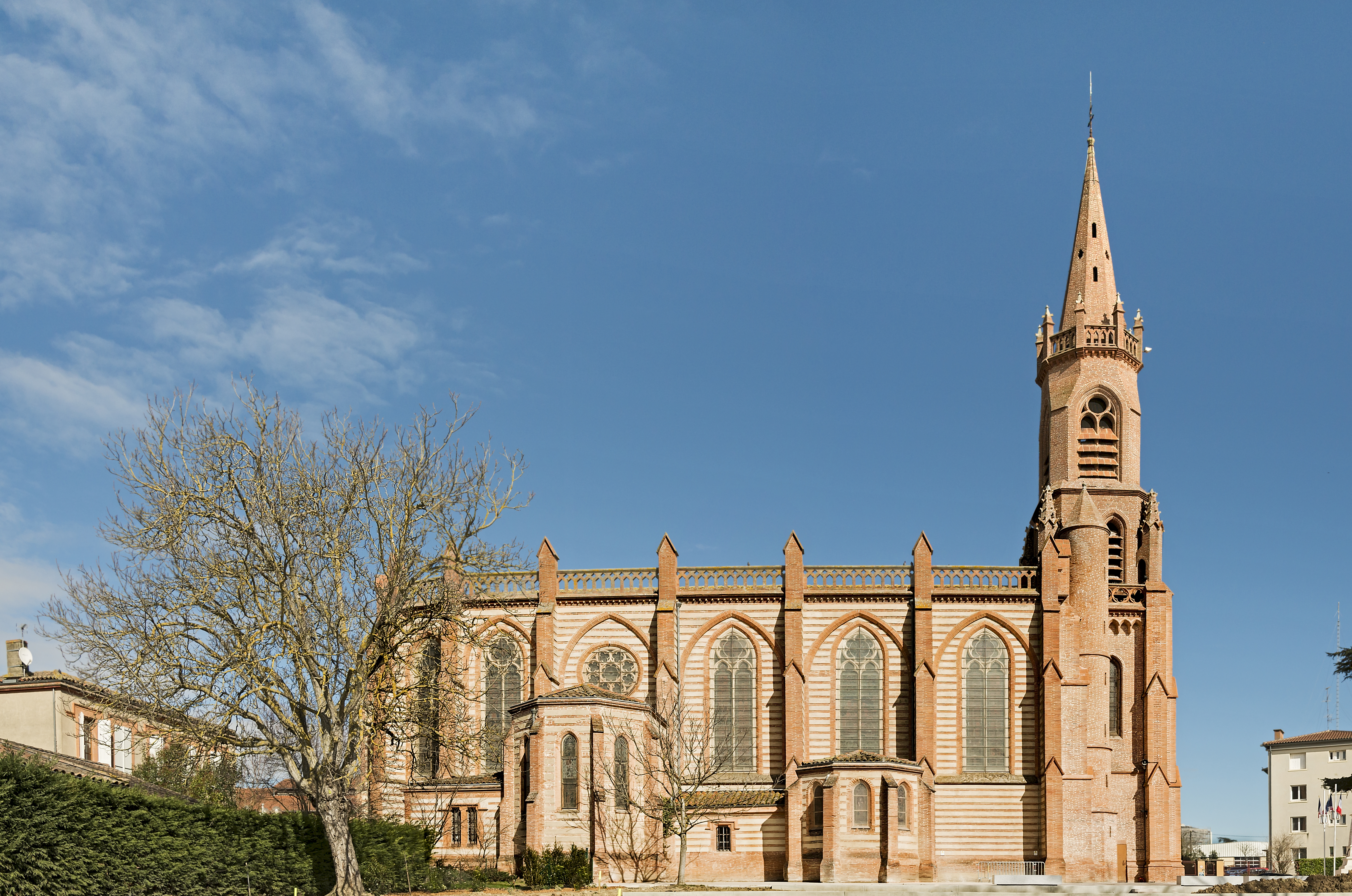
Iglesia.
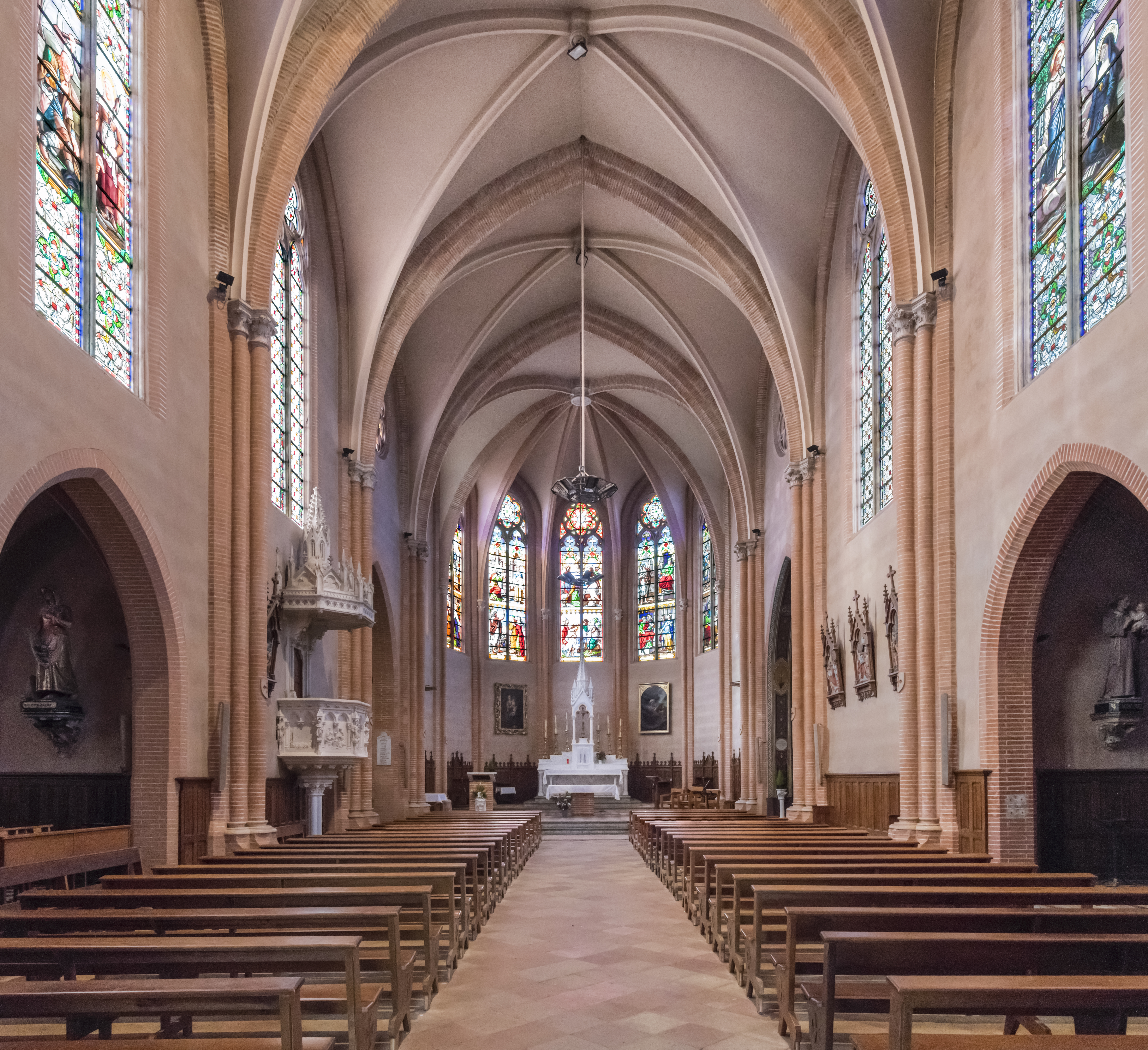
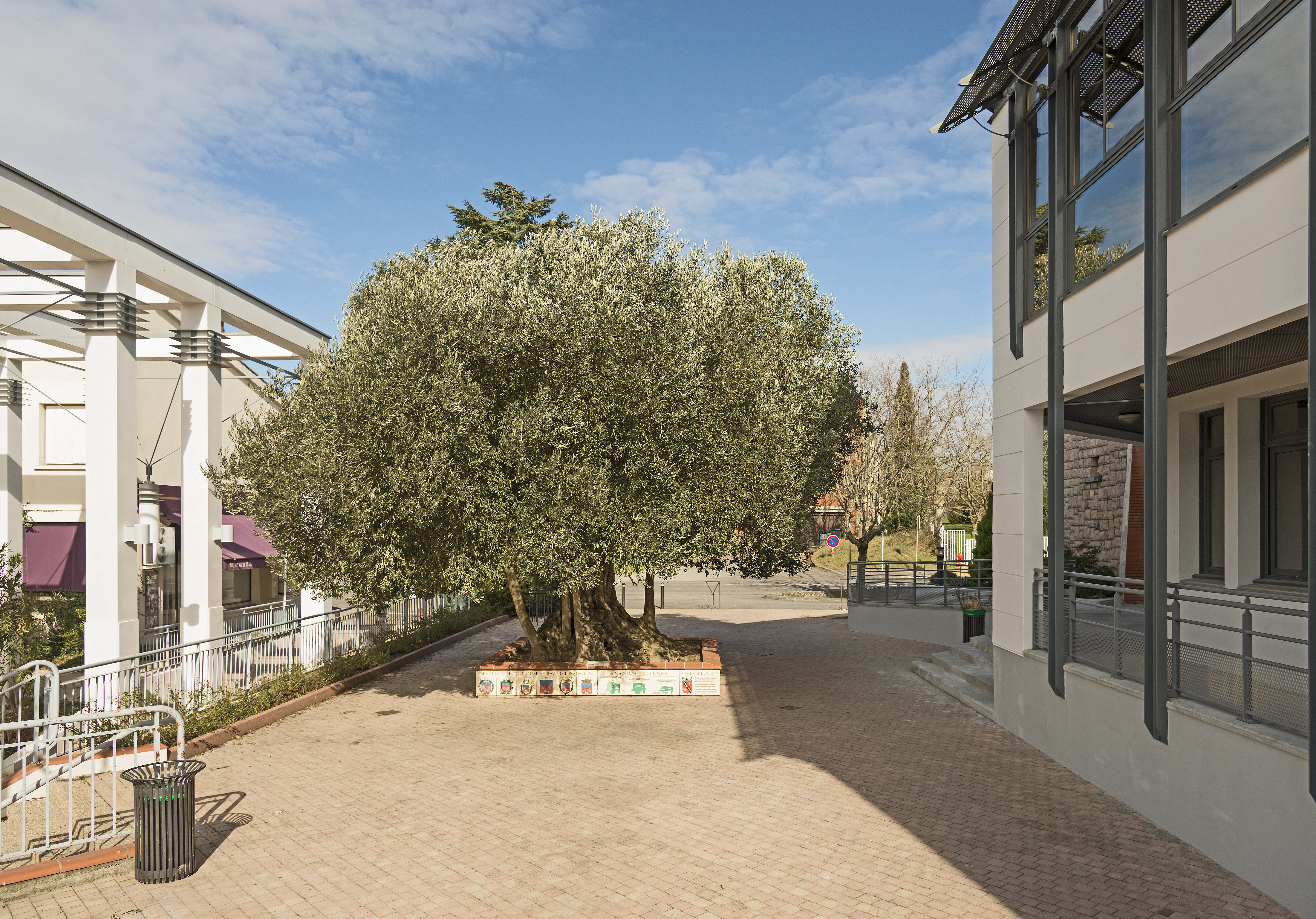
El olivo milenario.
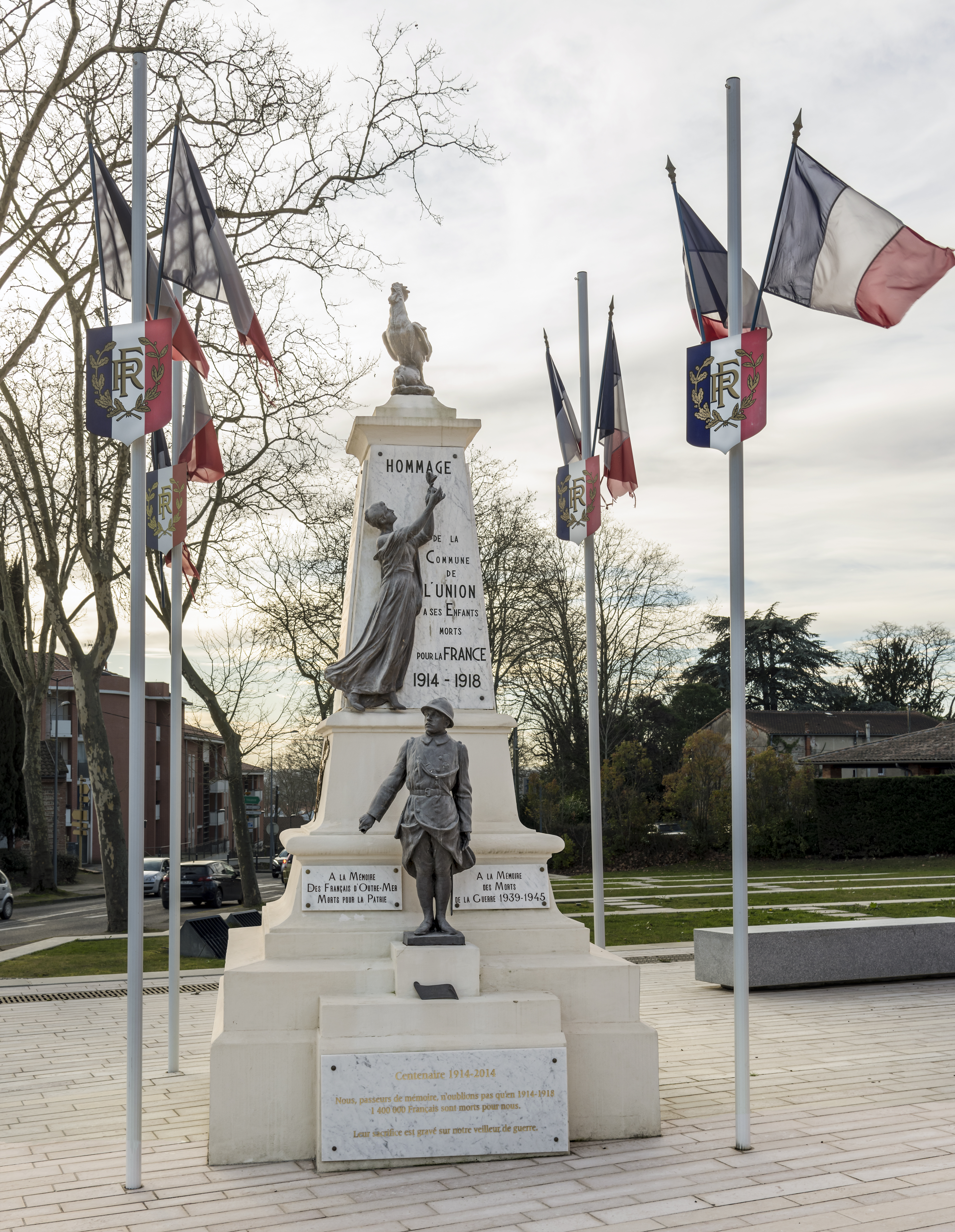
El monumento de la guerra.